# Tramwaje w Bremie

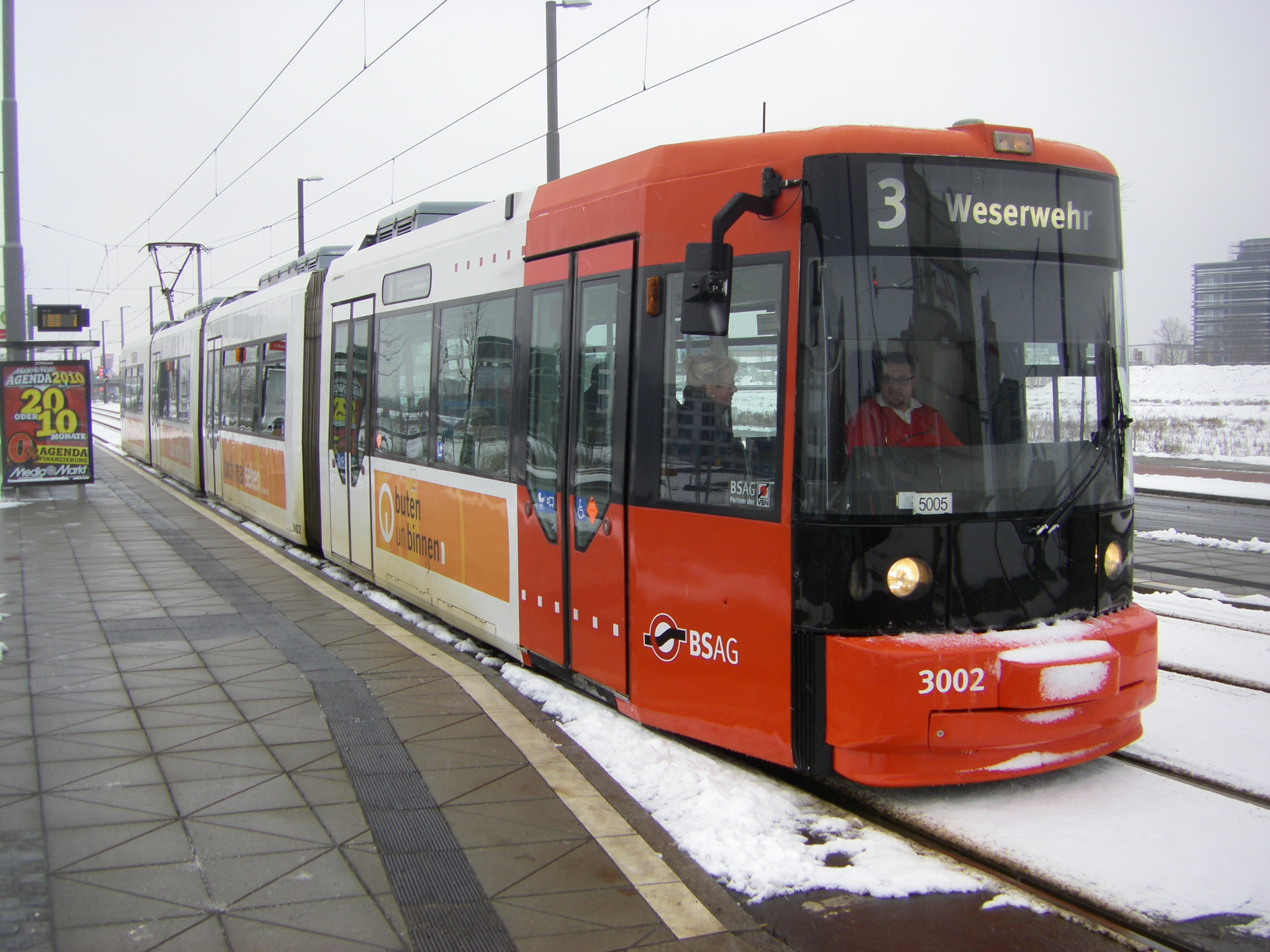
Tramwaj GT8N nr 3002

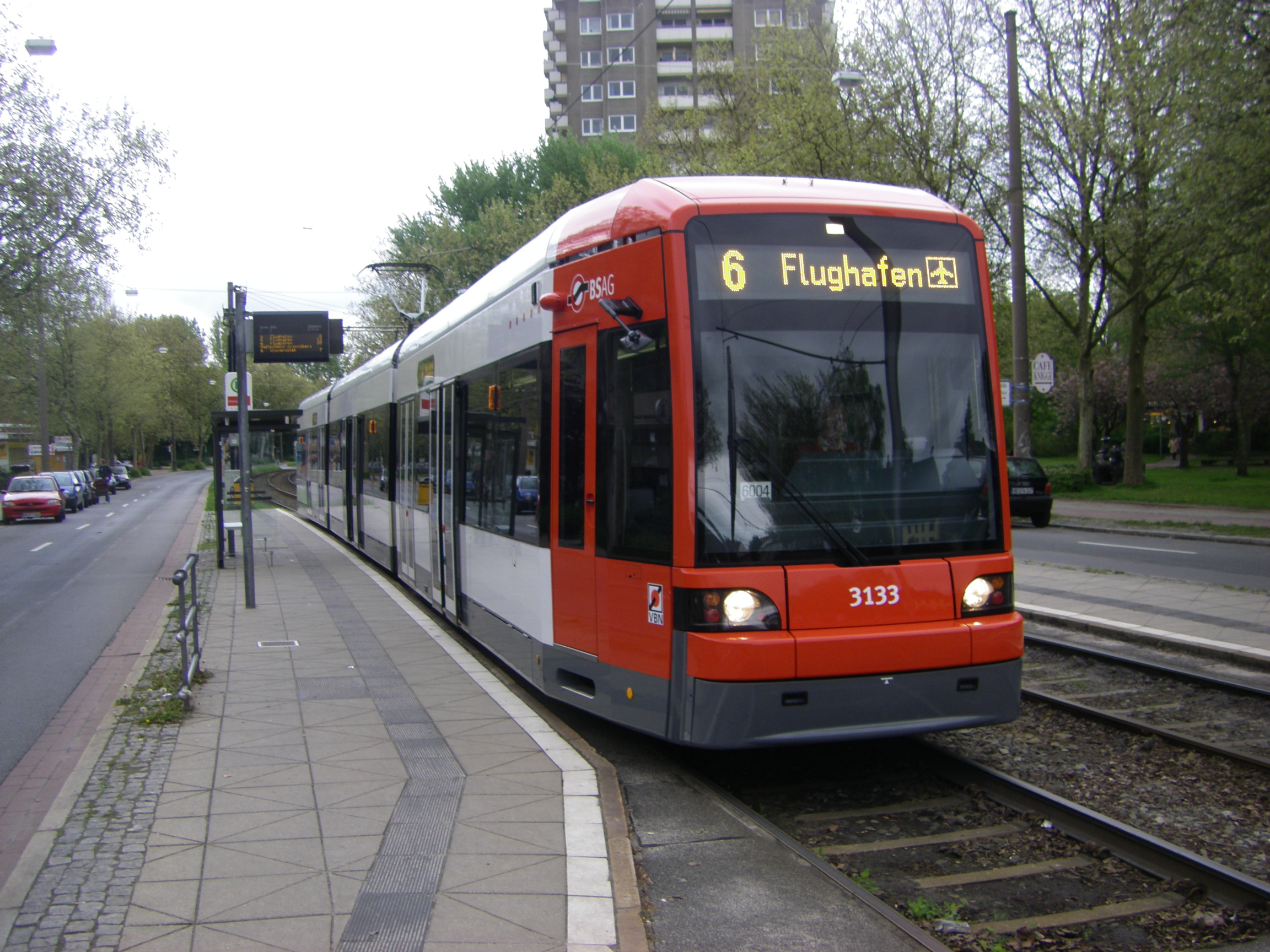
Tramwaj GT8N-1 nr 3133 na przystanku Emmastraße

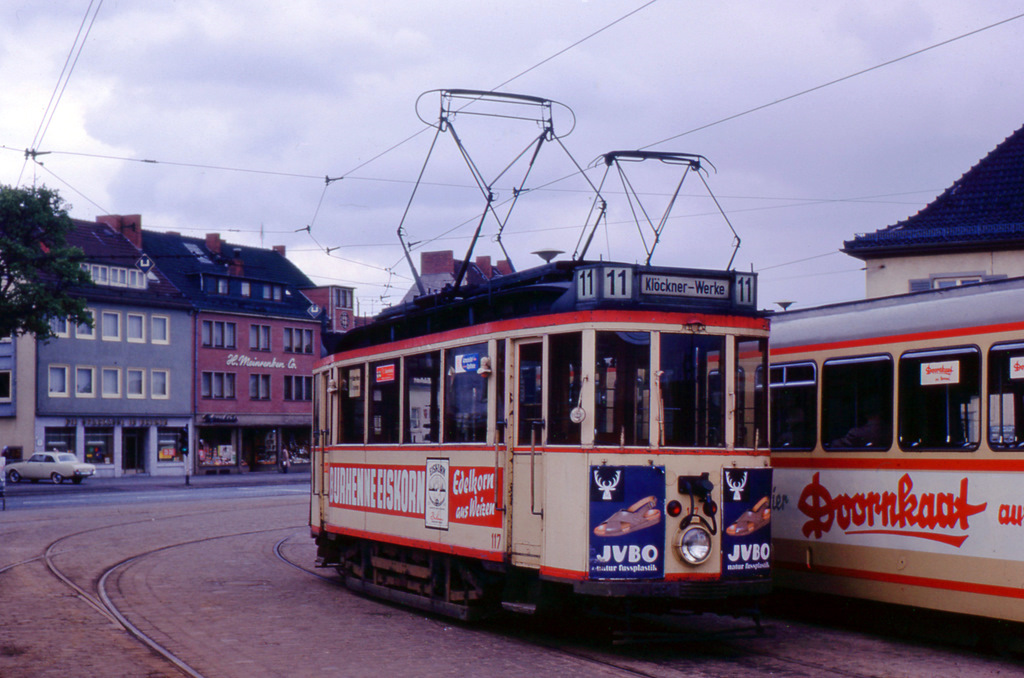
Tramwaje w Bremie w 1963

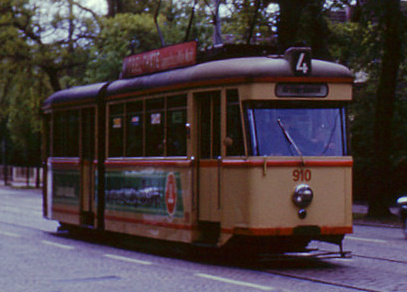
Tramwaj GT3-910 w Bremie na linii 4 w 1963

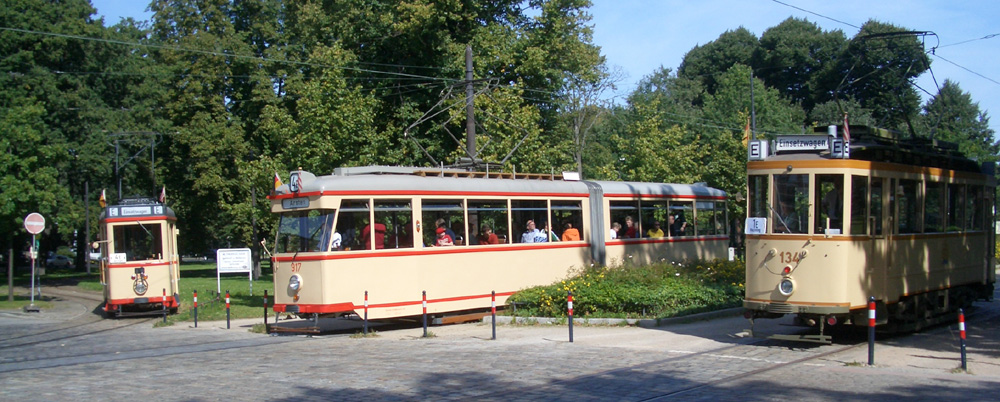
Tramwaje historyczne

Tramwaje w Bremie – system tramwajowy działający w Bremie w Niemczech.

## Historia

### 1876−1945
Budowa pierwszej linii tramwaju konnego z Herdentor do Vahrster Brücke ruszyła 19 kwietnia 1876. Linię tę otwarto 4 czerwca 1876. 1 grudnia 1877 wydłużono linię z Vahrster Brücke do Horner Brücke. 9 sierpnia 1880 otwarto linię z Markt do Kirchweg. 4 czerwca 1883 otwarto przedłużenie z Herdentor do Börse. 21 września 1884 otwarto linię Kirchweg – Arsterdamm. 31 października 1889 postanowiono zelektryfikować istniejące linie tramwaju konnego. Pierwszą linię tramwaju elektrycznego otwarto 21 czerwca 1890 na trasie Börse – Bürgerpark. Linię tę zelektryfikowano na potrzebę organizowanych w 1890 targów. 25 czerwca 1891 zmieniono dotychczasową nazwę spółki Bremer Pferdebahn na nową Bremer Straßenbahn. 1 maja 1892 otwarto linię Horn – Börse. W 1900 zelektryfikowano następujące trasy:
- 24 maja: Walle – Weserlust
- 18 września: Hastedt – Holzhafen
- 2 października: Hauptbahnhof – Brill – Schützenhof (Pappelstraße)

26 maja 1901 otwarto linię Hohentor – Rose Mühle. 24 października 1903 przedłużono linię z Rose Mühle do Deichschart. W 1907 utworzono węzeł przesiadkowy przy dworcu głównym, rok później wprowadzono numerację linii. Ostatni raz tramwaje konne na ulice Bremy wyjechały 31 marca 1909. 21 sierpnia 1911 otwarto kolejną linię: Hauptbahnhof – Wachmannstraße. 6 sierpnia 1913 uruchomiono linię nr 9 na trasie: Findorff/ Hemmstraße. 1 maja 1920 uruchomiono linię nr 12 na trasie: Sebaldsbrück – Osterholzer Friedhof. 1 września 1922 otwarto nową zajezdnię Haferkamp. 10 marca 1924 linię nr 3 wydłużono do A.G. „Weser”. 15 lutego 1926 uruchomiono linię nr 11 na trasie: A.G. „Weser” – Norddeutsche Hütte. 1 września 1933 linię nr 7 wydłużono do Rablinghausen. 1 lipca 1939 wydłużono linię nr 15 do Emder Straße. 2 listopada 1939 wydłużono linię nr 3 do Weserwehr. W nocy z 17 na 18 maja 1940 dokonano pierwszych nalotów na Bremę w wyniku czego sieć trakcyjna została zniszczona w trzech punktach. 13 grudnia 1943 w zajezdni Woltmershausen zostało zniszczonych 30 pojazdów.

### Po 1945
Pierwszą linię po zakończeniu II wojny światowej uruchomiono 13 czerwca 1945 na trasie: Hyazinthenweg – Am Deich. 5 stycznia 1958 otwarto trasę: Gastfeldstraße – Kirchweg po której rozpoczęła kursować linia nr 6. 16 listopada 1959 linię nr 16 przedłużono do Riensberg. 6 listopada 1961 zlikwidowano linię tramwajową nr 8, którą zastąpiły autobusy. 31 maja 1965 zlikwidowano linię nr 7, która kursowała na trasie: Rablinghausen – Findorff. 18 czerwca 1967 linię autobusową o nr 23 zastąpiono linią tramwajową nr 1, która od tej pory kursowała na trasie: Arsterdamm – Blockdiek. Linię tę ponownie wydłużono 6 października 1968 do Osterholz. 4 maja 1970 zlikwidowano linię nr 11. 6 października 1975 wydłużono linię nr 10 do Sebaldsbrück. 26 września 1976 linię nr 6 przedłużono z Grolland do Huchting. W październiku 1989 wprowadzono obowiązujące do dzisiaj kolory biały i czerwony. W 1993 rozpoczęto budowę linii tramwajowej do lotniska. W 1995 wprowadzono obowiązujący do dzisiaj schemat malowania. 23 września 1993 rozpoczęto budowę linii nr 4, a 3 marca 1997 linii nr 6 do uniwersytetu. W 1998 otwarto następujące odcinki tras tramwajowych:
- 23 maja otwarto trasę do Horn-Lehe po którym zaczęła kursować linia nr 4 oraz trasę do lotniska po której rozpoczęła kursować linia nr 6
- 10 października linię nr 6 skierowano do uniwersytetu i parku technologicznego
- 7 grudnia linię nr 4 skierowano do Arsten-Süd

W lipcu 2000 trwała budowa linii tramwajowej w Westerstraße. 6 grudnia 2002 linię nr 4 przedłużono do nowej końcówki Borgfeld. 7 czerwca 2003 zaprezentowano projekt przedłużenia linii nr 4 z obecnej końcówki Borgfeld przez Lilienthal do Falkenberg o długości 5,6 km. 2 grudnia 2006 otwarto linię tramwajową pomiędzy Doventor i Hansator. Umowę na budowę linii nr 4 do Falkenberg miasta Brema i Lilienthal zawarły 4 kwietnia 2006. 26 marca 2012 przedłużono linię nr 1 od przystanku Schweizer Eck do  Osterholz Nußhorn (4 km), a 2 kwietnia 2013 z Osterholz Nußhorn do dworca Mahndorf (0,8 km). 1 sierpnia 2014 linię nr 4 przedłużono o 4,2 km od Borgfeld do miejscowości Lilienthal. 

## Plany rozbudowy sieci
Na początku XXI w. planowano budowę kilku nowych linii:
- do Mittelshuchting (linia nr 1)
- do Bremen Mahndorf o długości ok. 4,8 km (linia nr 1)(zrealizowana)
- od Sebaldsbrück do Osterholzer Landstraße i DaimlerChrysler (linie 2 i 10)
- do Weyhe przez Stuhr (linia 8)

14 listopada 2007 podpisano umowę pomiędzy Bremą, Stuhr i Weyhe na budowę linii do Weyhe. Linia według pierwotnych planów miała zostać oddana do eksploatacji w 2011. W lipcu 2021 rozpoczęto prace budowlane na przedłużeniu linii nr 1 z Huchting do końcówki Brüsseler Straße w dzielnicy Mittelshuchting. W listopadzie 2024 rozpoczęto budowę 9 km trasy od Huchting do Weyhe-Leeste, po której mają kursować tramwaje linii 8. Na nowej trasie poprowadzonej po linii kolejowej ma znaleźć się 15 przystanków. Otwarcie nowej linii planowane jest na 2027.

## Linie
Obecnie w Bremie istnieje 8 linii tramwajowych zwykłych:
| Numer linii | Trasa                                                                         |
| ----------- | ----------------------------------------------------------------------------- |
| 1           | Huchting – Am Brill – Hauptbahnhof – Vahr – Osterholz – Mahndorf              |
| 2           | Gröpelingen – Am Brill – Domsheide – Sebaldsbrück/Weserwehr                   |
| 3           | Gröpelingen – Am Brill – Domsheide – Weserstadion – Weserwehr                 |
| 4           | Arsten – Domsheide – Hauptbahnhof – Borgfeld – Lilienthal                     |
| 5           | Gröpelingen – Hauptbahnhof – Bürgerpark                                       |
| 6           | Port lotniczy Brema – Domsheide – Hauptbahnhof – Riensberg – Universität Nord |
| 8           | Huchting – Domsheide – Hauptbahnhof – Kulenkampffallee                        |
| 10          | Gröpelingen – Hauptbahnhof – Sebaldsbrück                                     |

## Tabor
Do obsługi linii tramwajowych posiadano w 1876 4 wagony otwarte i 8 doczepnych. 24 stycznia 1953 wprowadzono do eksploatacji pierwszy z 43 zamówionych czteroosiowych tramwajów. W grudniu 1959 zaprezentowano prototypowy czteroosiowy, przegubowy tramwaj produkcji Hansa-Waggonbau. W 1973 otrzymano pierwsze tramwaje Wegmann GT4. W 1982 zakupiono 5 tramwajów z Bremerhaven. 9 lutego 1990 zaprezentowano pierwszy niskopodłogowy tramwaj. 15 października 1993 wprowadzono do eksploatacji pierwszy tramwaj GT8N. W 1997 wycofano ostatnie tramwaje Hansa. 19 grudnia 2002 zamówiono 43 niskopodłogowe tramwaje typu GT8N-1. Pierwszy z nich został zaprezentowany 6 grudnia 2005. Ostatnie z zamówionych tramwajów zostały dostarczone w 2012 r. W 2017 zamówiono w Siemensie 60 nowych wagonów z opcją rozszerzenia zamówienia o kolejne 17 składów. Na początku 2018 zwiększono zamówienie o kolejnych 10 tramwajów. Zamówione wagony to Siemens Avenio, w Bremie oznaczone jako GT8N-2, czteroczłonowe, o długości 36,9 m. Dostawy tych tramwajów rozpoczęły się w 2020. Nowe wagony stopniowo zastępują wycofywane najstarsze niskopodłogowe składy wyprodukowane w latach 1993—1996.